# 中山忠尹
中山 忠尹（なかやま ただまさ、宝暦6年9月25日（1756年10月8日） - 文化6年10月20日（1809年11月27日））は、江戸時代後期の公卿。中山家22代当主。官位は正二位、権大納言。

## 経歴
天明元年（1781年）、参議に昇り公卿に列する。天明5年（1785年）に権中納言、寛政3年（1791年）に権大納言に任命される。寛政6年（1794年）より賀茂伝奏を兼務、寛政8年（1796年）に辞する。寛政10年（1798年）に権大納言を辞して散位となる。文化6年（1809年）、54歳で死去。

## 血縁
- 父：中山愛親
- 母：今城定種の娘
- 妻：三条実顕の娘
  - 男子：中山忠頼
  - 男子：園基茂
  - 女子：尹子 - 大炊御門経久妻
- 妻：花山院常雅の娘